# Jigga My Nigga
Jigga My Nigga to wydany w 1999 roku dwupłytowy singel amerykańskiej grupy hip-hopowej Ruff Ryders. Pochodzi z albumu "Ryde or Die Vol. 1". W piosence "Jigga My Nigga" występuje Jay-Z. Autorem podkładu jest Swizz Beatz. Na drugiej płycie znajduje się piosenka "Dope Money" i instrumental "Jigga My Nigga". Występuje w niej Jadakiss i Styles P. Autorem podkładu jest PK.
Jigga My Nigga to również wydany 20 lipca singel Jaya-Z promujący album "Vol. 3... Life and Times of S. Carter". Wersja CD zawiera utwory "Memphis Bleek Is..." Memphis Bleeka, "When You Will See" Rella i "What a Thug" Beaniego Sigela.
W Jigga My Nigga cały tekst należy do Jaya-Z.

W Dope Money wszystkie zwrotki po kilka wersów rapują Jadakiss i Styles P.

## Lista utworów

### Ruff Ryders

#### Vinyl
Strona A
- "Jigga My Nigga" (dirty)
- "Jigga My Nigga" (clean)
- "Jigga My Nigga" (instrumental)

Strona B
- "Jigga My Nigga" (instrumental)
- "Dope Money" (dirty)
- "Dope Money" (clean)

### Jay-Z

#### CD
1. "Jigga My Nigga (LP Version)" (5:23)
2. "Memphis Bleek Is... (LP Version)" (4:19)
3. "When You Will See (LP Version)" (4:47)
4. "What a Thug About (LP Version)" (4:36)

#### Vinyl
Strona A
1. "Jigga My Nigga (Radio Edit)"
2. "Jigga My Nigga (LP Version)"
3. "Jigga My Nigga (Instrumental)"

Strona B
1. "What a Thug About (Radio Edit)"
2. "What a Thug About (LP Version)"
3. "What a Thug About (TV Track)"